# Microtus oaxacensis
Microtus oaxacensis là một loài động vật có vú trong họ Cricetidae, bộ Gặm nhấm. Loài này được Goodwin mô tả năm 1966.